# Bruoch

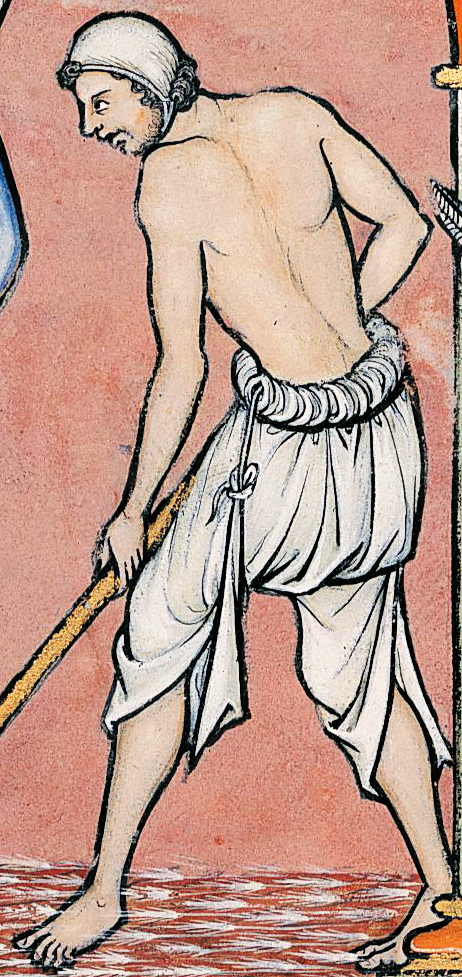
Bauer mit Bruoch – Abbildung aus der Maciejowski-Bibel (um 1250–60)

Bruoch, auch Niderwât oder Bruch, war eine im Europa des Mittelalters und der Renaissance überwiegend von Männern getragene Unterhose. Sie entstand aus der von den Kelten, Germanen und Sarmaten getragenen Wollhose Bracae.

## Geschichte
Im 1. Jahrhundert nach Christus wuchs bei den Ostgermanen, im 2. Jahrhundert auch bei den Westgermanen die Bracae mit den Beinlingen zusammen. Blieben beide Teile getrennt, so wurden die Beinlinge an die Bracae angenestelt, ganz so wie es im Laufe des 12. Jahrhunderts auch für Bruoch und Beinlinge üblich wurde. Die Beinlinge wurden dann mit dem sogenannten Bruochgürtel gehalten, der aus einer Hüftschnur (frz. Brayer, Brayette) entstanden war, um die die Bruoch gerollt wurde. Daran wurden Börse und Schlüssel befestigt. Die enge Kleidung des 14. Jahrhunderts machte es notwendig, dass die Beinlinge an einem Wams oder Pourpoint angenestelt wurden. Diese Kombination wurde schließlich im Laufe des 15. Jahrhunderts von einer strumpfhosenähnlichen Hose mit Schamkapsel verdrängt, bei der die Bruoch hinten durch eine Naht und vorne einen Hosenlatz zu einer Hose verbunden wurde.
Ob Frauen die Bruoch trugen, ist ungeklärt. Änne Liebreich nimmt dies an, da auch Frauen Beinlinge an etwas befestigen mussten. Ingrid Loschek vermutet, die Bruoch sei nur im Frühmittelalter von Frauen getragen worden. Die Zisterzienser wurden dafür verspottet, dass sie keine Bruoch trugen.
Es ist keine Bruoch im Fundgut erhalten geblieben, weswegen der genaue Schnitt spekulativ bleibt.

## Beschaffenheit
Die Bruoch wird in zeitgenössischen Abbildungen nahezu ausschließlich weiß oder naturfarben dargestellt, was in Zusammenhang mit anderen Quellen darauf hindeutet, dass sie meist aus Leinen oder anderen, regional verfügbaren Fasern gefertigt war (Hanf, eventuell auch weiße Wolle). Auch Leder konnte zum Einsatz kommen.

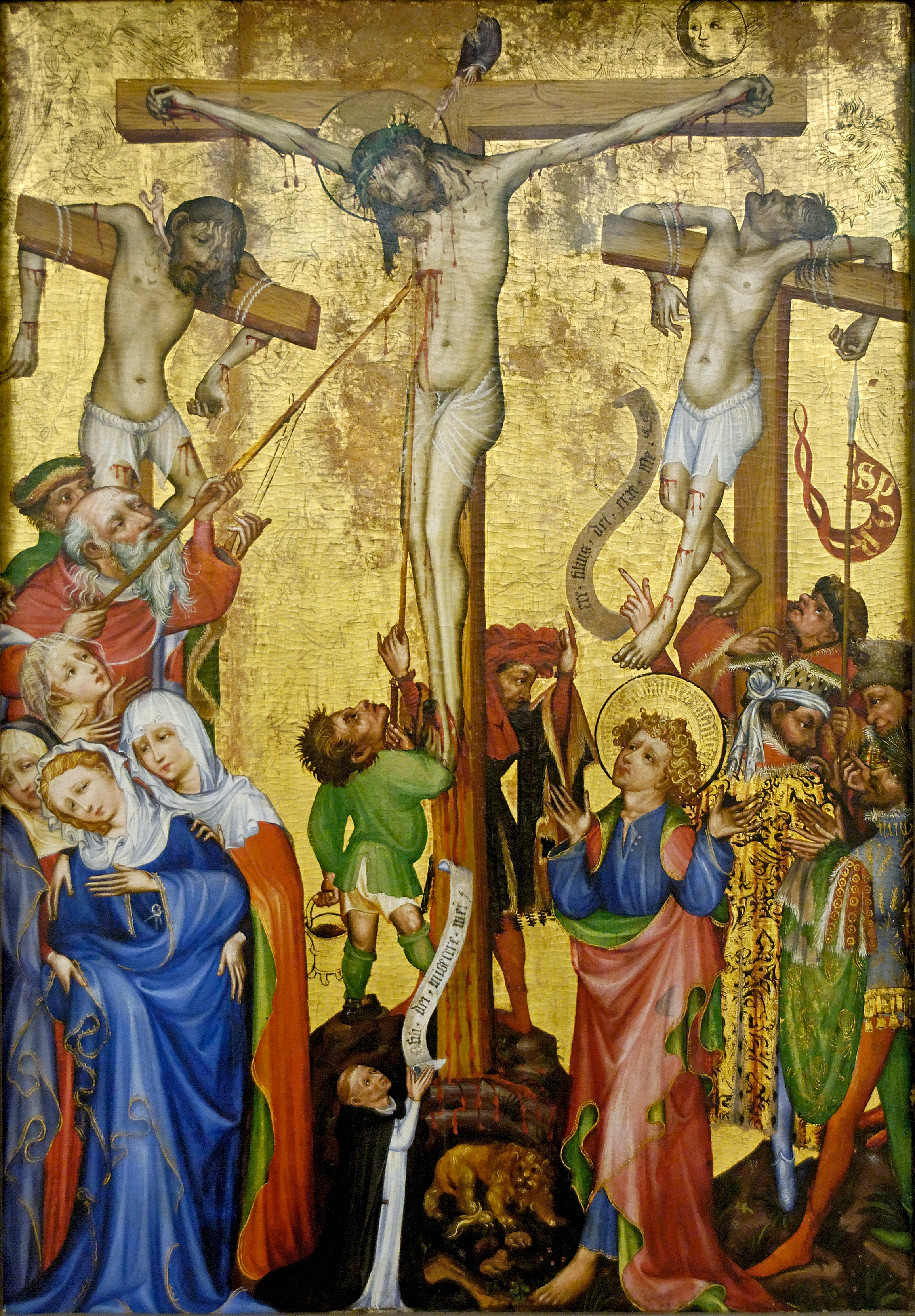
Straßburger Maler: Kreuzigung, zw. 1410 und 1415, Colmar, Unterlinden-Museum. Die beiden Schächer tragen Bruoch.

## In Literatur und Kunst
In der christlichen Kunst werden häufig die beiden gekreuzigten Schächer in Bruoch dargestellt.
Auch in der mittelalterlichen Literatur fand die Bruoch vielfach Erwähnung, etwa in der Märe Die zurückgelassene Hose von Heinrich Kaufringer.

## Name und Schreibweise
Allgemein wird angenommen, dass das Wort Bruoch von dem keltischen Wort brâca oder bracca abstammt. Karl Classen weist jedoch darauf hin, dass zahlreiche Begriffe für Kleidungsstücke (u. a. Kleid, Kittel und Schuh) in den germanischen Sprachen nicht aus dem Indogermanischen stammen, somit sei eine Entlehnung des keltischen Wortes aus dem Germanischen wahrscheinlicher als umgekehrt.
Die Schreibweise Brouche ist – im Gegensatz zu Bruoch – historisch nicht belegt und überdies etymologisch falsch. Der mittelhochdeutsche Diphthong -ou- entspricht einem neuhochdeutschen -au-. In all jenen Dialekten jedoch, in welchen der Begriff bis heute erhalten ist, wird er entweder mit dem Diphthong uo bzw. ue ausgesprochen oder mit langem u, was auf den (auch in der Überlieferung eindeutigen) mittelhochdeutschen -uo-Diphthong schließen lässt.
Das auch in der Variante Bruche, die in der Mittelalter- und Reenactment-Szene verbreitet ist, anzutreffende End-e entspricht ebenfalls nicht der historischen Wortform.